# Nagy egyesített elmélet
A nagy egyesített elmélet (Grand Unification Theory (GUT)) jelenti a még meg nem levő elméletet, mely a gravitáció kivételével a másik hármat egyesítené, tehát az elektrogyengét az erőssel.
További lépés lenne a gravitáció beolvasztása, melyet „minden dolgok elmélete”, vagy Theory Of Everything (TOE) tartalmaz. Az elmélet megalkotásának fő nehézsége, hogy a gravitációnak nincs meg a kvantummechanikával összhangban levő általánosan elfogadott elmélete (kvantumgravitáció).

## Az egyesítő elméletek
A fizika egyik célja, hogy minden kölcsönhatást egyetlen közös elmélettel írjon le, így lehetővé válna, hogy minden kölcsönhatást egyetlen alapkölcsönhatásra vezessünk vissza. Eleinte az elektrosztatika és az elektrodinamika is külön jelenségnek látszott, de rájöttek, hogy az áram töltött részecskék mozgása, és a Maxwell-elmélet egyesítette az elektromosságot és a mágnesességet, később pedig a részecskefizikai standard modell, a részecskék kvantummechanikai elmélete egyesítette a gyenge és az elektromágneses kölcsönhatást.
A következő táblázat leírja, hogy milyen kapcsolatban állnak egymással a különböző kölcsönhatások és az azokat leíró elméletek:
| kvantumtérelmélet                                                     | mechanika                     | optika                                              | elektrosztatika               | magnetosztatika               | gyenge kölcsönhatás | erős kölcsönhatás          | gravitáció                        |
| kvantumtérelmélet                                                     | mechanika                     | elektrodinamika (ED) - elektromágneses kölcsönhatás |                               |                               | gyenge kölcsönhatás | erős kölcsönhatás          | gravitáció                        |
| kvantummechanika                                                      |                               |                                                     |                               |                               | gyenge kölcsönhatás | erős kölcsönhatás          | gravitáció                        |
| kvantum-elektrodinamika (QED)                                         | kvantum-elektrodinamika (QED) | kvantum-elektrodinamika (QED)                       | kvantum-elektrodinamika (QED) | kvantum-elektrodinamika (QED) | gyenge kölcsönhatás | kvantum-színdinamika (QCD) | általános relativitáselmélet (GR) |
| elektrogyenge kölcsönhatás (EWT)                                      |                               |                                                     |                               |                               |                     | kvantum-színdinamika (QCD) | általános relativitáselmélet (GR) |
| Részecskefizikai standard modell (SM) - Nagy egyesített elmélet (GUT) |                               |                                                     |                               |                               |                     |                            | általános relativitáselmélet (GR) |
| Kvantumgravitáció - Mindenség elmélete (ToE)                          |                               |                                                     |                               |                               |                     |                            |                                   |